# Apocalypse (roman de John Marsden)
Pour les articles homonymes, voir Apocalypse.
Apocalypse (Tomorrow, When the War Began) est un roman de John Marsden publié pour la première fois en 1993 en Australie. C'est le premier tome de la série de livres Tomorrow.
En France, il a été publié le 16 mars 2000 aux éditions J'ai lu. En mars 2012, il est réédité par Hachette dans la collection Black moon comme le premier tome de la série Tomorrow, quand la guerre a commencé.

## Résumé
Ils sont sept jeunes australiens. Sept, partis chercher l'aventure dans un endroit nommé Hell. Sept, qui ignoraient que le véritable enfer, ils le trouveraient à leur retour. Ce que découvrent Ellie et ses amis en rentrant chez eux, ce n'est pas la monotonie du quotidien. C'est la guerre. Une guerre éclair qui a tout ravagé en leur absence. Parents, amis, voisins, il n'y a plus personne. Reste-t-il un survivant ? Y a-t-il une explication ? Ils sont sept. Sept à prendre les armes. Sans connaître leur ennemi. Sans savoir à quoi ressemblera demain. Car leur futur n'a pas d'avenir.

## SérieTomorrow
1. Apocalypse, J'ai lu, coll. Jeunes adultes, 2000 ((en) Tomorrow, When the War Began, 1993)Réédité aux éditions Hachette Jeunesse dans la collection Black Moon en 2012
2. Opération survie, J'ai lu, coll. Jeunes adultes, 2000 ((en) The Dead of the Night, 1994)Réédité aux éditions Hachette Jeunesse dans la collection Black Moon en 2012
3. Le Dernier Sacrifice, J'ai lu, coll. Jeunes adultes, 2000 ((en) The Third Day, The Frost, 1995)Réédité aux éditions Hachette Jeunesse dans la collection Black Moon en 2012
4. Aller simple vers l'enfer, J'ai lu, coll. Jeunes adultes, 2000 ((en) Darkness, Be My Friend, 1996)
5. Attention danger !, J'ai lu, coll. Jeunes adultes, 2000 ((en) Burning for Revenge, 1997)
6. Chasse nocturne, J'ai lu, coll. Jeunes adultes, 2000 ((en) The Night is for Hunting, 1998)
7. (en) The Other Side of Dawn, 1999

## Adaptation cinématographique
En 2010, le roman est adapté par Stuart Beattie sous le titre Demain, quand la guerre a commencé (Tomorrow, When the War Began).